# Лоран, Реми
Реми Франсуа Симон Лоран (фр. Rémi François Simon Laurent; 12 октября 1957, Сюрен — 14 ноября 1989, Париж) — французский актёр.
С 1975 г. учился на курсах актёрского мастерства. Дебютировал на экране в 1976 году в молодёжной комедии Мишеля Ланга «К нам, маленькие англичанки!». После этого интенсивно снимался на протяжении десятилетия. Спорадически также выступал в театре, сочинил музыкальную комедию «Позор!» (англ. Shame!; 1985), отмеченную на Авиньонском фестивале.
Наиболее значительными считаются сыгранные Лораном роли в комедии Эдуара Молинаро «Клетка для чудаков» (1978) и в драме Жиля Карля «Семейство Плуфф» (1981). Прощальной ролью Лорана стала шестиминутная шуточная короткометражка Оливье Эсмена «Заморожённая принцесса» (фр. La Princesse Surgelée; 1987), главный герой которой в поисках прекрасной девушки навсегда исчезает в холодильнике. В 1989 году он умер от осложнений, связанных со СПИДом.